# Gaston Julia
Gaston Julia   (Sidi Bel Abbès, 3 de febrer de 1893 - 7è districte de París, 19 de març de 1978) fou un matemàtic francès d'ascendència catalana que treballà en el camp de la dinàmica complexa.

## Vida i Obra
Fill de Josep Julià i Dolors Benavent, que dues generacions abans havien emigrat a Algèria des del Pirineu. El seu pare era mecànic. Ell va estudiar el batxillerat a Orà. El 1910 es va traslladar a París on, després de preparar-se un any al Lycée Janson-de-Sailly, va ingressar a l'École Normale Supérieure, en la qual es va graduar el 1914.
Aquest mateix any, en esclatar la Primera Guerra Mundial, va ser mobilitzat com sotstinent d'infanteria. El 25 de gener de 1915, en la seva primera acció de guerra, va ser greument ferit a la cara i gairebé abandonat com mort a la Ferme d'Hurtebise (Aisne). El 1917 va abandonar l'hospital de Val de Grace (ubicat a l'École Normale Supérieure) amb la cara totalment mutilada, cosa que el va obligar a portar una màscara la resta de la seva vida. A l'hospital va conèixer la infermera Madeleine Chausson, filla del compositor Ernest Chausson, amb qui es va casar el 1917. Van tenir sis fills, entre els quals els reconeguts químics Marc i Sylvestre Julia.
El curs 1917-18 va ser encarregat del curs Peccot del Collège de France i l'any següent va ser professor ajudant de l'École Polytechnique i de l'ENS. A partir de 1920 va ser professor a la Sorbona i entre 1937 i 1941 de l'École Polytechnique. El 1941 va tornar a la Sorbona com a professor titular d'anàlisi matemàtica i àlgebra superior. Es va retirar el 1964, tot i que va continuar mantenint la seva activitat de recerca. Des de 1933 fins a 1939 va dirigir un seminaris a l'ENS en el que van participar la major part dels Bourbakis.
Julia va rebre nombrosos premis i honors durant la seva carrera acadèmica, començant pel Gran Premi de l'Acadèmia Francesa de les Ciències de 1918, quan només tenia 25 anys. A llarg de la seva vida va publicar més de 230 obres científiques. A més, va ser editor de les revistes Zentralblatt für Mathematik i Compositio Mathematica.
Els seus treballs més importants van ser en els camps de la teoria de nombres, la iteració de funcions racionals,, la dinàmica complexa, l'anàlisi matemàtica i l'espai de Hilbert. Entre altres contribucions, és conegut per l'estudi del conjunt de Julia.

## Llibres publicats
- Oeuvres, 6 vols., Paris, Gauthier-Villars 1968-1970 (editades per Jacques Dixmier i Michel Hervé, amb pròleg del propi Julia).
- Leçons sur les Fonctions Uniformes à Point Singulier Essentiel Isolé, Gauthier-Villars 1924[17]
- Eléments de géométrie infinitésimale, Gauthier-Villars 1927
- Cours de Cinématique, Gauthier-Villars 1928, 2a edició 1936[18]
- Exercices d'Analyse, 4 vols., Gauthier-Villars, 1928 - 1938, 2a edició 1944, 1950
- Principes Géométriques d'Analyse, 2 vols., Gauthier-Villars, 1930,[19] 1932[20]
- Essai sur le Développement de la Théorie des Fonctions de Variables Complexes, Gauthier-Villars 1933[21]
- Introduction Mathématique aux Theories Quantiques, 2 vols., Gauthier-Villars 1936, 1938,[22] 2a edició 1949, 1955
- Eléments d'algèbre, Gauthier-Villars 1959
- Cours de Géométrie, Gauthier-Villars 1941
- Cours de géométrie infinitésimale, Gauthier-Villars, 2a edició 1953
- Exercices de géométrie, 2 vols., Gauthier-Villars 1944, 1952
- Leçons sur la représentation conforme des aires simplement connexes, Gauthier-Villars 1931, 2a edició 1950
- Leçons sur la représentation conforme des aires multiplement connexes, Gauthier-Villars 1934
- Traité de Théorie de Fonctions, Gauthier-Villars 1953
- Leçons sur les fonctions monogènes uniformes d'une variable complexe, Gauthier-Villars 1917
- Étude sur les formes binaires non quadratiques à indéterminées réelles ou complexes, ou à indéterminées conjuguées, Gauthier-Villars 1917